# Ursula Peters (Germanistin)
Ursula Peters (geb. Zimmermann; * 11. September 1944 in Würzburg) ist eine deutsche Altgermanistin. Sie war von 1994 bis 2011 Inhaberin des Lehrstuhls für germanistische Mediävistik an der Universität zu Köln.

## Leben
Ursula Peters studierte ab 1963 die Fächer Germanistik, Romanistik und Philosophie an den Universitäten in Würzburg, Heidelberg, Berlin (FU) und Köln und wurde 1970 mit einer Arbeit über Ulrich von Liechtenstein an der FU Berlin promoviert. 1980 folgte ihre Habilitation an der Universität in Konstanz, wo sie von 1971 bis 1985 als wissenschaftliche Angestellte tätig war. 1985 bis 1986 war sie kurzzeitig als Professorin für Ältere Deutsche Sprache an der Carl von Ossietzky Universität Oldenburg tätig, bevor sie 1986 einen Ruf nach Aachen erhielt. Seit dem Wintersemester 1994/95 lehrt sie an der Universität zu Köln, sie hat hier den Lehrstuhl von Joachim Bumke übernommen, der 1994 emeritiert wurde.
Seit 1996 ist Ursula Peters ordentliches Mitglied der Nordrhein-Westfälischen Akademie der Wissenschaften und der Künste, seit dem Jahr 2009 ist sie Mitglied der Leopoldina.
Ursula Peters war von 1998 bis 2004 Vizepräsidentin der Deutschen Forschungsgemeinschaft und gehörte damit dem Präsidium der DFG an, das sich aus dem Präsidenten und weiteren acht Vizepräsidenten sowie dem Vorsitzenden des Stifterverbandes für die Deutsche Wissenschaft zusammensetzt. 2011 wurde sie emeritiert.

## Schriften (Auswahl)
- Frauendienst. Untersuchungen zu Ulrich von Lichtenstein und zum Wirklichkeitsgehalt der Minnedichtung. Göppingen 1971 (= Göppinger Arbeiten zur Germanistik. Band 46).
- Literatur in der Stadt. Studien zu den sozialen Voraussetzungen und kulturellen Organisationsformen städtischer Literatur im 13. und 14. Jahrhundert. Tübingen 1983. (Studien und Texte zur Sozialgeschichte der Literatur. 7).
- Religiöse Erfahrung als literarisches Faktum. Zur Vorgeschichte und Genese frauenmystischer Texte des 13. und 14. Jahrhunderts. Tübingen 1988. (Hermaea. NF 56).
- Dynastengeschichte und Verwandtschaftsbilder. Die Adelsfamilie in der volkssprachigen Literatur des Mittelalters. Tübingen 1999. (Hermaea. NF 85).
- Von der Sozialgeschichte zur Kulturwissenschaft : Aufsätze 1973–2000 Hrsg. von Susanne Bürkle, Tübingen ; Basel : Francke 2004, ISBN 3-7720-8066-9 (Sammlung von Aufsätzen von Ursula Peters).
- Das Ich im Bild. Die Figur des Autors in volkssprachigen Bilderhandschriften des 13. bis 16. Jahrhunderts, Köln, Weimar, Wien: Böhlau 2008, ISBN 978-3-412-18806-1.